# Alex Fava
Alex Fava (23 aprile 1989) è uno schermidore francese, specializzato nella spada.

## Palmarès
- Mondiali

Il Cairo 2022: oro nella spada a squadre.
- Europei

Novi Sad 2018: argento nella spada a squadre.
Adalia 2022: bronzo nella spada a squadre.